# Leskea subacuminata
Leskea subacuminata là một loài Rêu trong họ Leskeaceae. Loài này được Nog. mô tả khoa học đầu tiên năm 1937.